# Andrej Linde
Andrej Dmitrijevič Linde (Rusky: Андрей Дмитриевич Линде
(* 2. března 1948) je rusko-americký teoretický fyzik a profesor fyziky na Stanfordově univerzitě. Linde je jedním z hlavních autorů teorie inflačního vesmíru, stejně jako teorie věčné inflace a inflačního multivesmíru. Bakalářský titul získal na Lomonosovově univerzitě. V roce 1975 získal doktorský titul Linde na Lebeděově fyzikálním institutu v Moskvě. Pracoval v Evropské organizaci pro jaderný výzkum. V roce 1989 se přestěhoval do USA, kde se stal profesorem fyziky na Stanfordově univerzitě. Za práci na inflaci získal řadu ocenění, v roce 2002 mu byla udělena Diracova medaile, spolu s ním ji získali Alan Guth z MIT a Paul Steinhardt z Princetonu. V roce 2004 získal spolu s Alanem Guthem Gruberovu cenu za rozvoj inflační kosmologie. Dále obdržel Kavliho cenu "za průkopnickou teorie kosmické inflace" společně s Alanem Guthem a Alexejem Starobinským.

## Kosmologické fázové přechody a starý inflační model
Během let 1972 - 1976 vyvinuli David Kirzhnits a Andrej Linde teorii kosmologických fázových přechodů. Podle této teorie nebyl velký rozdíl mezi slabou, silnou a elektromagnetickou interakcí ve velmi raném vesmíru. Tyto interakce od sebe odlišovat až postupně, když došlo ke kosmologickýcm fázovým přechodům, vesmír se začal více rozpínat a ochlazovat. V roce 1974 Linde zjistil, že hustota energie skalárního pole, které narušuje symetrii mezi různými interakcemi, může souviset s vakuovou energií hustoty (kosmologickou konstantou) v Einsteinových rovnicích. V letech 1976 - 1978 Linde prokázal, že uvolňování této energie během kosmologických fázových přechodů může být dostatečné k ohřevu vesmíru.
Tato pozorování se stala důležitými pro první verzi inflační teorie vesmíru, kterou navrhl Alan Guth v roce 1980. Tato teorie se nyní nazývá Stará teorie inflace
a byla založena na předpokladu, že vesmír byl zpočátku horký. Poté došlo ke kosmologickým fázovým přechodům a dočasně uvízl v podchlazeném metastabilním vakuovém stavu (falešném vakuu). Vesmír pak exponenciálně expandoval, dokud nedošlo k narušení falešného vakua a vesmír se stal znovu horkým. Tato myšlenka vyvolala velkou pozornost, protože by mohla poskytnout unikátní řešení mnoha složitých problémů standardní teorie velkého třesku. Zejména by mohla vysvětlit, proč je vesmír tak velký a tak jednotný. Nicméně jak si Guth okamžitě uvědomil, tento scénář nefungoval tak, jak bylo zamýšleno: Rozpad falešného vakua by učinil vesmír velmi nehomogenním.

## Nová inflace
V roce 1981 vyvinul Linde další verzi inflační teorie, kterou nazval nový inflační model.
Prokázal, že k exponenciálně rychlé expanzi vesmíru by mohlo dojít nejen ve falešném vakuu, ale také při pomalém přechodu z falešného vakua. Tato teorie řeší problémy původního modelu navrženého Guthem při zachování většiny jeho atraktivních rysů. O několik měsíců později podobný scénář navrhli Andreas Albrecht a Paul Steinhardt, který se odkazoval na Lindeho práci. Brzy po tom si ale uvědomil, že i nový inflační scénář má některé problémy. Většina z nich vznikla, protože učinil standardní předpoklad, že raný vesmír byl na počátku velmi horký a k inflaci došlo během kosmologických fázových přechodů.

## Chaotická inflace
V roce 1983 Linde opustil některé klíčové principy starého a nového inflačního modelu a navrhl obecnější inflační teorie chaotické inflace. Chaotická inflace se vyskytuje v mnohem širší třídě teorií, bez nutnosti předpokladu počáteční tepelné rovnováhy. Základní principy tohoto scénáře se staly součástí většiny v současné době existujících realistických verzí inflační teorie. Chaotická inflace změnila způsob, jakým přemýšlíme o začátku inflace. Později Linde také navrhl možné změny způsobu, jakým může inflace skončit, tím, že vyvíjí hybridní inflační scénář. V tomto modelu inflace končí kvůli "vodopádu" nestability.

## Vytvoření hmoty ve vesmíru
Podle inflační teorie se všechny elementární částice ve vesmíru objevily po konci inflace, v tzv. procesu ohřívání. První verze teorie znovuohřátí vesmíru, což je v podstatě teorie vzniku hmoty ve vesmíru, byla vyvinuta v roce 1982 Alexanderem Dolgovem a Lindem a také L. F. Abbottem, Edwardem Farhim a Markem B. Wisem. V roce 1994 byla tato teorie pozměněna L. A. Coffmanem, Lindem a Starobinským. Ukázali, že proces tvorby hmoty po inflaci může být mnohem efektivnější v důsledku účinku parametrické rezonance.

## Inflační multivesmíry a věčná chaotická inflace
Snad nejdalekosáhlejší předpovědi provedené Lindem souvisely s tím, co se nyní nazývá teorie inflačního multivesmíru nebo krajina teorie strun. V letech 1982-1983 si Steinhardt, Linde a Alexander Vilenkin uvědomili, že pokud exponenciální expanze v novém inflačním scénáři začne, pokračuje v některých částech vesmíru bez konce. Na základě tohoto scénáře navrhl Linde model sebereprodukujícího se vesmíru skládajícího se z různých částí. Tyto části jsou exponenciálně velké a jednotné, a to kvůli inflaci. Proto pro všechny praktické účely každá z těchto součástí vypadá jako samostatný minivesmír nebo kapsa vesmíru, nezávisle na tom, co se děje v jiných částech vesmíru.
Obyvatelé každé z těchto částí by si mohli myslet, že vesmír vypadá všude stejně a hmotnosti elementárních částic, stejně jako zákony jejich interakcí, musí být stejné po celém světě. Nicméně v souvislosti s inflační kosmologií se zdá, že různé kapesní vesmíry mohou mít různé zákony v každém z nich. Tedy náš svět, místo toho, aby byl jediný sférický, symetricky se rozšiřující balón, je obrovský fraktální inflační multivesmír, skládající se z mnoha různých kapesních vesmírů s různými vlastnostmi. To předpokládá jednoduchý vědecký výklad kosmologického antropického principu. Náš svět se může skládat z různých částí, ale můžeme žít pouze v těch částech multivesmíru, které mohou podporovat život, tak jak ho známe.
Ne všechny tyto myšlenky přitahovaly velkou pozornost v té době, zčásti proto, že antropický princip je velmi nepopulární, zčásti i proto, že nový inflační scénář nefungoval zcela uspokojivě a byl nahrazen chaotickým inflačním scénářem. Nicméně v roce 1986 Linde zjistil, že v mnoha verzích chaotického inflačního scénáře proces exponenciálního rozpínání vesmíru také pokračuje v některých částech vesmíru navždy. Linde nazývá tento proces věčnou inflací. Kvantové fluktuace vytvořené během věčné chaotické inflace jsou tak velké, že mohou snadno tlačit různé části vesmíru z jednoho vakuového stavu do druhého, a dokonce i měnit efektivní počet dimenzí časoprostoru.

## Inflace a teorie strun
Významného pokroku v této oblasti bylo dosaženo, když byla teorie inflačního multivesmíru realizována v rámci teorie strun. V roce 2000 Raphael Bousso a Joseph Polchinski navrhli pomocí režimu věčné inflace a přechodů mezi mnoha různými typy vakua v teorii strun řešení problému kosmologické konstanty. V té době byly již známy nestabilní nebo metastabilní vakua teorie strun. Možný mechanismus vakuové stabilizace teorie strun byl navržen v roce 2003 Shamitem Kachruem, Renatou Kalloshovou, Lindem a Sandipem Trivedim, který také zjistil, že všechna tato vakua popisující rozpínání vesmíru jsou metastabilní, tedy že se musí nakonec rozpadat. Poté Michael R. Douglas a jeho spolupracovníci odhadli, že celkový počet různých vláknitých typů vakua může být 10500 nebo i více, a Leonard Susskind vyvinul krajinu teorie strun - scénář založený na vyšetřování kosmologických fázových přechodů mezi různými vakui teorie strun.
Jedním z hlavních problémů této teorie je nalezení pravděpodobnosti, že žijeme v každé z těchto různých částí vesmíru. Jakmile je však teorie strun vyvolána, je velmi obtížné se vrátit k předchozímu obrázku jediného vesmíru. Aby se tak stalo, bylo by třeba dokázat, že pouze jedna z mnoha vakuových teorií strun je ve skutečnosti možná, a navrhnout alternativní řešení mnoha problémů, které lze řešit pomocí antropického kosmologického principu v kontextu teorie inflačního multivesmíru.
Linde pokračuje v práci na teorii inflačního multivesmíru. Také pracuje na vývoji moderní verze inflační teorie založené na teorii strun a supergravitace, která by měla být dostatečně flexibilní, aby řádně popsala obrovské množství nových a očekávaných kosmologických observačních dat.

## Vyznamenání a ocenění
V červenci 2012 získal Linde jako první spolu s dalšími fyziky Fundamental Physics Prize, vytvořenou fyzikem a podnikatelem Jurijem Milnerem. V roce 2014 získal spolu s Alanem Guthem a Alexejem Starobinským Kavliho cenu, kterou uděluje Norská akademie věd.
Linde je členem Národní akademie věd a Americké akademie umění a věd.

## Osobní život
Linde je ženatý s fyzičkou Renatou Kalloshovou. Mají spolu dva syny.